# سفره‌ماهی سردراز
سفره‌ماهی سردراز (نام علمی: Aetobatus flagellum) نام یک گونه از راسته لقمه‌ماهی‌سانان است.